# Atheyna Bylon
Atheyna Bibeish Bylon (Belisario Frías, San Miguelito; 6 de abril de 1989). Es una oficial de la Policía Nacional de Panamá y boxeadora panameña. Como boxeadora comenzó a los 19 años y compitió en los Juegos Olímpicos de Río de Janeiro 2016 en el evento de peso mediano femenino, llegando hasta octavos de final. Ganó la medalla de plata en los Juegos Olímpicos de París 2024 en la categoría de 75 kilos, convirtiéndose en la primera mujer panameña en ganar una medalla olímpica.

## Trayectoria
Atheyna Bylon comenzó a boxear cuando era adolescente en la Ciudad de Panamá. No se sabe nada sobre su desarrollo temprano. La elegante atleta, bastante alta para su categoría de peso, boxea desde la posición de derecha. Después de unirse a la Policía Nacional de Panamá y encontrar un excelente entrenador en Ricardo Córdova, ha disfrutado de un rápido ascenso desde principios de 2013. Su primer éxito internacional notable se produjo en marzo de 2013, cuando obtuvo el primer lugar en la división de peso mediano en los X Juegos Deportivos Centroamericanos en San José, Costa Rica con victorias por puntos sobre Zulema Álvarez de Guyana y Leda Mayorga de Nicaragua. 
En noviembre de 2013 también ganó el Campeonato Centroamericano en Managua, Nicaragua, donde nuevamente derrotó a Ledy Mayorga por puntos en la final de peso mediano. Atheyna Bylon continuó su racha de éxitos en la 32ª Copa Independencia en Santiago de los Caballero de República Dominicana en febrero de 2014. Allí derrotó, entre otros: Flavia Figueiredo de Brasil y en la final, Maricel Cruz de República Dominicana.
En los Juegos Sudamericanos de marzo de 2014 llegó a la final, pero esta vez perdió por puntos ante Flavia Figueiredo. En septiembre de 2014 compitió en el Campeonato Panamericano en Guadalajara, México. Después de una victoria por puntos sobre Alma Nora Ibarra, México, se enfrentó en la final a la experimentada ex campeona mundial Ariane Fortin de Canadá, contra quien perdió por poco puntos en una pelea igualada (votos de los jueces 1:2). Esta estrecha derrota le demostró que había llegado a los mejores boxeadores aficionados del mundo. 
Un mes después ganó el XXI Campeonato Centroamericano en San José, Costa Rica. En la final derrotó a Emily Jiménez de Costa Rica por tecnología. KO en la 1ª ronda. Gracias a sus éxitos, la Asociación Mundial de Boxeo AIBA conoció a Atheyna Bylon y recibió una invitación para el campeonato mundial en noviembre de 2014 en Jeju/Corea del Sur. Entrenó desde peso mediano hasta peso welter. Al inicio de este campeonato, casi nadie lo conocía fuera de Sudamérica. Pero eso cambió muy rápidamente cuando ganó una pelea tras otra en este campeonato mundial. Derrotó por puntos a Neetu Chahal de la India, Lauren Price de Gales, Gulizar Kara de Turquía, Elena Wystropova de Azerbaiyán y Saadat Abdulayeva de Rusia y se convirtió sensacionalmente en campeona del mundo.
En 2014, Bylon volvió a subir al peso mediano y perdió en un torneo contra Sofía Anna Laurell de Suecia, con 2-1 votos de los jueces. Desafortunadamente, en el torneo de clasificación olímpica estadounidense de 2016, Bylon se enfrentó a la campeona mundial Claressa Shields en la primera pelea y perdió (3-0). Ese mismo año Bylon ganó la medalla de plata en el Campeonato Panamericano, pero esto fue irrelevante para la clasificación para los Juegos Olímpicos de 2016. Mucho más importante en este sentido fue el Campeonato Mundial de 2016, donde Bylon falló en el primer combate contra Andreia Bandeira, Brasil (3-0), y por tanto se perdió la clasificación directa. Pero tuvo suerte: uno de los comodines olímpicos otorgados a las asociaciones pequeñas fue otorgado a la asociación panameña en la división de peso mediano, de modo que Bylon pudo participar ahora en los Juegos Olímpicos de Río de Janeiro. Aquí fue eliminada en octavos de final ante Andreia Bandeira.
Durante la ceremonia de apertura de los Juegos Olímpicos de Tokio 2020, fue la abanderada de su Panamá junto al atleta de atletismo Alonso Edward. En los propios Juegos Olímpicos, fue eliminada en cuartos de final contra la eventual campeona olímpica Lauren Price. Se clasificó a los Juegos Olímpicos de París 2024 porque ganó la medalla de plata en los Juegos Panamericanos de 2023.
En los Juegos Olímpicos de París 2024 Ganó la medalla de plata después de ganar la pelea en la ronda preliminar a la kazaja Valentina Khalzova por decisión mayoritaria, ganar la pelea en los cuartos de final a la polaca Elzbieta Wojcik por decisión divida, ganar la pelea en las semifinales ante la peleadora del equipo de los refugiados Cindy Ngamba por decisión mayoritaria y perdiendo en la final contra la china Li Qian por decisión mayoritaria en donde ganó dicha medalla.

## Récord amateur
| 53 Ganadas (2 knockouts), 22 Derrotas(0 knockouts), 0 Empates |        |                       |      |              |            |                                                                       |                                                                |
| Res.                                                          | Récord | Oponente              | Tipo | Round Tiempo | Fecha      | Lugar                                                                 | Notas                                                          |
| P                                                             | 53-22  | Li Qian               | MD   | 3 (3)        | 2024-08-10 | Stade Roland Garros, Paris, Francia                                   | Medalla de plata de los Juegos Olímpicos                       |
| G                                                             | 53-21  | Cindy Ngamba          | MD   | 3 (3)        | 2024-08-08 | Stade Roland Garros, Paris, Francia                                   | Semifinal de los Juegos Olímpicos                              |
| G                                                             | 52-21  | Elżbieta Wójcik       | SD   | 3 (3)        | 2024-08-04 | Arena Paris Nord, Paris, Francia                                      | Cuartos de final de los Juegos Olímpicos                       |
| G                                                             | 51-21  | Valentina Khalzova    | MD   | 3 (3)        | 2024-07-31 | Arena Paris Nord, Paris, Francia                                      | Preliminares de los Juegos Olímpicos                           |
| G                                                             | 50-21  | Heidid Marques        | UD   | 3 (3)        | 2024-06-22 | Brasília, Brasil                                                      | Gran Premio de Brasil                                          |
| G                                                             | 49-21  | Llvy Scheibe          | UD   | 3 (3)        | 2024-06-20 | Brasília, Brasil                                                      | Gran Premio de Brasil                                          |
| G                                                             | 48-21  | Viviane Pereira       | SD   | 3 (3)        | 2024-06-19 | Brasília, Brasil                                                      | Gran Premio de Brasil                                          |
| P                                                             | 47-21  | Cindy Ngamba          | UD   | 3 (3)        | 2024-01-20 | Instituto Inglés del Deporte, Sheffield, Reino Unido                  | Copa Mundial de Boxeo: Final del Abierto de Gran Bretaña       |
| G                                                             | 47-20  | Kerry Davis           | UD   | 3 (3)        | 2024-01-19 | Instituto Inglés del Deporte, Sheffield, Reino Unido                  | Copa Mundial de Boxeo: Semifinal del Abierto de Gran Bretaña   |
| G                                                             | 46-20  | Sunniva Hofstad       | UD   | 3 (3)        | 2024-01-18 | Instituto Inglés del Deporte, Sheffield, Reino Unido                  | Copa Mundial de Boxeo                                          |
| P                                                             | 45-20  | Tammara Thibeault     | UD   | 3 (3)        | 2023-10-27 | Gimnasio CEO, Santiago, Chile                                         | Medalla de plata en los Juegos Panamericanos                   |
| G                                                             | 45-19  | Viviane Pereira       | UD   | 3 (3)        | 2023-10-26 | Gimnasio CEO, Santiago, Chile                                         | Semifinal en los Juegos Panamericanos                          |
| G                                                             | 44-19  | Ingrit Delgado        | UD   | 3 (3)        | 2023-10-24 | Gimnasio CEO, Santiago, Chile                                         | Cuartos de final en los Juegos Panamericanos                   |
| G                                                             | 43-19  | Eyed George           | RSC  | 2 (3)        | 2023-10-20 | Santiago, Chile                                                       | Preliminares en los Juegos Panamericanos                       |
| G                                                             | 42-19  | Citlalli Ortiz        | UD   | 3 (3)        | 2023-06-28 | San Salvador, El Salvador                                             | Medalla de oro en los Juegos Centroamericanos y del Caribe     |
| G                                                             | 41-19  | Luisa Vásquez         | MD   | 3 (3)        | 2023-06-28 | San Salvador, El Salvador                                             | Semifinal en los Juegos Centroamericanos y del Caribe          |
| G                                                             | 40-19  | Maryelis Yriza        | UD   | 3 (3)        | 2023-06-26 | San Salvador, El Salvador                                             | Cuartos de final en los Juegos Centroamericanos y del Caribe   |
| G                                                             | 39-19  | Cindy Claudio         | UD   | 3 (3)        | 2023-06-23 | San Salvador, El Salvador                                             | Preliminares en los Juegos Centroamericanos y del Caribe       |
| P                                                             | 38-19  | Caitlin Parker        | UD   | 3 (3)        | 2023-03-22 | Sala interior KD Jadhav, Nueva Delhi, India                           | Cuartos de final del Campeonato Mundial IBA                    |
| G                                                             | 38-18  | Anastasia Shamonova   | UD   | 3 (3)        | 2023-03-20 | Sala interior KD Jadhav, Nueva Delhi, India                           | Octavos de final del Campeonato Mundial IBA                    |
| G                                                             | 37-18  | Luisa Montiel Benítez | UD   | 3 (3)        | 2022-10-12 | Asunción, Paraguay                                                    | Medalla de oro en los Juegos Sudamericanos                     |
| G                                                             | 36-18  | Maryelis Yriza        | UD   | 3 (3)        | 2022-06-30 | Parque de la Leyenda Vallenata, Valledupar, Colombia                  |                                                                |
| G                                                             | 35-18  | Zulena Álvarez        | UD   | 3 (3)        | 2022-06-28 | Parque de la Leyenda Vallenata, Valledupar, Colombia                  |                                                                |
| P                                                             | 34-18  | Tammara Thibeault     | SD   | 3 (3)        | 2022-05-20 | Instalaciones deportivas y juveniles de Basaksehir, Estambul, Turquía | Final del Campeonato Mundial Femenino IBA 2022                 |
| G                                                             | 34-17  | Davina Michel         | UD   | 3 (3)        | 2022-05-18 | Instalaciones deportivas y juveniles de Basaksehir, Estambul, Turquía | Semifinales del Campeonato Mundial Femenino IBA 2022           |
| G                                                             | 33-17  | Busra Isildar         | SD   | 3 (3)        | 2022-05-16 | Instalaciones deportivas y juveniles de Basaksehir, Estambul, Turquía | Cuartos de final del Campeonato Mundial Femenino IBA 2022      |
| G                                                             | 32-17  | Agata Kaczmarska      | SD   | 3 (3)        | 2022-05-14 | Instalaciones deportivas y juveniles de Basaksehir, Estambul, Turquía | Preliminares del Campeonato Mundial Femenino IBA 2022          |
| P                                                             | 31-17  | Tammara Thibeault     | UD   | 3 (3)        | 2022-03-31 | Guayaquil, Ecuador                                                    | Final del Campeonato de la Confederación Americana             |
| G                                                             | 31-16  | Viviane Pereira       | PTS  | 3 (3)        | 2022-03-28 | Guayaquil, Ecuador                                                    | Semifinal del Campeonato de la Confederación Americana         |
| P                                                             | 30-16  | Aoife O'Rourke        | UD   | 3 (3)        | 2022-02-26 | Sofía Hall, Sofía, Bulgaria                                           | Final del Torneo Memorial Strandja                             |
| G                                                             | 30-15  | Love Holgersson       | UD   | 3 (3)        | 2022-02-23 | Sofía Hall, Sofía, Bulgaria                                           | Cuartos de final del Torneo Memorial Strandja                  |
| P                                                             | 29-15  | Lauren Price          | UD   | 3 (3)        | 2021-07-31 | Arena Kokugikan, Sumida, Japón                                        | Cuartos de final de los Juegos Olímpicos                       |
| G                                                             | 29-14  | Caitlin Parker        | UD   | 3 (3)        | 2021-07-28 | Arena Kokugikan, Sumida, Japón                                        |                                                                |
| G                                                             | 28-14  | Lucia Pérez           | PTS  | 3 (3)        | 2020-02-29 | Coliseo Atanasio Girardot, Medellín, Colombia                         | Torneo de Futuros Campeones de la AMB                          |
| P                                                             | 27-14  | Naomi Graham          | MD   | 3 (3)        | 2020-01-23 | Sofía Hall, Sofía, Bulgaria                                           |                                                                |
| G                                                             | 27-13  | Gabriele Stonkute     | UD   | 3 (3)        | 2020-01-21 | Sofía Hall, Sofía, Bulgaria                                           |                                                                |
| P                                                             | 26-13  | Naomi Graham          | SD   | 3 (3)        | 2019-10-08 | Complejo de Educación Física y Deportes, Ulán-Udé, Rusia              |                                                                |
| G                                                             | 26-12  | Love Holgersson       | UD   | 3 (3)        | 2019-10-05 | Complejo de Educación Física y Deportes, Ulán-Udé, Rusia              | Ronda preliminar del Campeonato Mundial Femenino AIBA          |
| P                                                             | 25-12  | Oshae Jones           | SD   | 3 (3)        | 2019-07-27 | Lima, Perú                                                            |                                                                |
| G                                                             | 25-11  | Oshae Jones           | UD   | 3 (3)        | 2019-04-10 | Managua, Nicaragua                                                    |                                                                |
| G                                                             | 24-11  | Maria Moronta         | UD   | 3 (3)        | 2019-04-09 | Managua, Nicaragua                                                    |                                                                |
| G                                                             | 23-11  | Brianda Cruz          | UD   | 3 (3)        | 2019-04-07 | Managua, Nicaragua                                                    |                                                                |
| G                                                             | 22-11  | Omaylin Alcala        | UD   | 3 (3)        | 2019-04-06 | Managua, Nicaragua                                                    |                                                                |
| P                                                             | 21-11  | Oshae Jones           | UD   | 3 (3)        | 2019-02-17 | Sofía Hall, Sofía, Bulgaria                                           |                                                                |
| G                                                             | 21-10  | Lucía Pérez           | UD   | 3 (3)        | 2019-02-14 | Sofía Hall, Sofía, Bulgaria                                           |                                                                |
| P                                                             | 20-10  | Lovlina Borgohain     | UD   | 3 (3)        | 2018-11-18 | Indira Gandhi Sport, Nueva Delhi, India                               |                                                                |
| G                                                             | 20-9   | Yulia Stoyko          | SD   | 3 (3)        | 2018-11-16 | Indira Gandhi Sport, Nueva Delhi, India                               |                                                                |
| G                                                             | 19-9   | Jessica Caicedo       | MD   | 3 (3)        | 2018-06-06 | Coliseo de Punata, Cochabamba, Bolivia                                |                                                                |
| G                                                             | 18-9   | Erika Pachito         | UD   | 3 (3)        | 2018-06-04 | Coliseo de Punata, Cochabamba, Bolivia                                |                                                                |
| G                                                             | 17-9   | Maria Moronta         | UD   | 3 (3)        | 2018-03-17 | Tijuana, México                                                       |                                                                |
| G                                                             | 16-9   | Jessica Caicedo       | UD   | 3 (3)        | 2018-03-14 | Tijuana, México                                                       |                                                                |
| G                                                             | 15-9   | Sara Cordero          | SD   | 3 (3)        | 2018-03-12 | Tijuana, México                                                       |                                                                |
| P                                                             | 14-9   | Martina Schmoranzova  | SD   | 3 (3)        | 2018-02-20 | Sofía Hall, Sofía, Bulgaria                                           |                                                                |
| P                                                             | 14-8   | Tammara Thibeault     | MD   | 3 (3)        | 2017-06-13 | Tegucigalpa, Honduras                                                 | Campeonato Continental Americano AMBC 2017                     |
| G                                                             | 14-7   | Keyling Osejo         | UD   | 3 (3)        | 2017-06-11 | Tegucigalpa, Honduras                                                 | Campeonato Continental Americano AMBC 2017                     |
| P                                                             | 13-7   | Andreia Bandeira      | SD   | 4 (4)        | 2016-08-14 | Riocentro, Río de Janeiro, Brasil                                     |                                                                |
| P                                                             | 13-6   | Andreia Bandeira      | UD   | 4 (4)        | 2016-05-20 | Barys Arena, Astana, Kazajistán                                       |                                                                |
| P                                                             | 13-5   | Yenebier Guillén      | UD   | 4 (4)        | 2016-04-16 | Santa Cruz de la Sierra, Bolivia                                      | Final del Campeonato Panamericano                              |
| G                                                             | 13-4   | Andreia Bandeira      | UD   | 4 (4)        | 2016-04-14 | Santa Cruz de la Sierra, Bolivia                                      | Semfinal del Campeonato Panamericano                           |
| P                                                             | 12-4   | Claressa Shields      | UD   | 4 (4)        | 2016-03-14 | Predio Ferial la Rural, Buenos Aires, Argentina                       | Cuartos de final del Clasificatorio Olímpico Panamericano 2016 |
| P                                                             | 12-3   | Anna Laurell          | SD   | 4 (4)        | 2015-02-26 | Pabellón de la Universiada, Sofía, Bulgaria                           |                                                                |
| G                                                             | 12-2   | Saadat Dalgatova      | SD   | 4 (4)        | 2014-11-24 | Halla Gymnasium, Jeju, Corea del Sur                                  |                                                                |
| G                                                             | 11-2   | Elena Vystropova      | SD   | 4 (4)        | 2014-11-23 | Halla Gymnasium, Jeju, Corea del Sur                                  |                                                                |
| G                                                             | 10-2   | Gulizar Kara          | UD   | 4 (4)        | 2014-11-21 | Halla Gymnasium, Jeju, Corea del Sur                                  |                                                                |
| G                                                             | 9-2    | Lauren Price          | SD   | 4 (4)        | 2014-11-19 | Halla Gymnasium, Jeju, Corea del Sur                                  |                                                                |
| G                                                             | 8-2    | Neetu Chahal          | UD   | 4 (4)        | 2014-11-17 | Halla Gymnasium, Jeju, Corea del Sur                                  |                                                                |
| P                                                             | 7-2    | Yenebier Guillén      | SD   | 4 (4)        | 2014-04-09 | Tijuana, México                                                       |                                                                |
| G                                                             | 7-1    | Jessica Caicedo       | UD   | 4 (4)        | 2014-04-07 | Tijuana, México                                                       |                                                                |
| G                                                             | 6-1    | Adriana Araújo        | UD   | 4 (4)        | 2014-04-06 | Tijuana, México                                                       |                                                                |
| P                                                             | 5-1    | Flavia Figueiredo     | SD   | 4 (4)        | 2014-03-18 | Polideportivo Carabineros, Santiago, Chile                            | Ganó la medalla de plata en los Juegos Sudamericanos           |
| G                                                             | 5-0    | Francelis Carmona     | MD   | 3 (3)        | 2014-03-16 | Polideportivo Carabineros, Santiago, Chile                            | Semifinal en los Juegos Sudamericanos                          |
| G                                                             | 4-0    | Lourdes Alonso        | UD   | 3 (3)        | 2014-03-15 | Polideportivo Carabineros, Santiago, Chile                            | Cuartos de final en los Juegos Sudamericanos                   |
| G                                                             | 3-0    | Maricel Cruz          | UD   | 4 (4)        | 2014-02-14 | Santiago de los Caballeros, República Dominicana                      |                                                                |
| G                                                             | 2-0    | Flavia Figueiredo     | UD   | 4 (4)        | 2014-02-13 | Santiago de los Caballeros, República Dominicana                      |                                                                |
| G                                                             | 1-0    | Estefanie Oquendo     | RSC  | 1 (4)        | 2014-02-10 | Santiago de los Caballeros, República Dominicana                      |                                                                |